# چلاروو
چلاروو (به صربی: Čelarevo) یک روستا در صربستان است که در باچکا پلانکا واقع شده‌است.